# 71a Divisió (Exèrcit Popular de la República)
La 71a Divisió va ser una de les divisions de l'Exèrcit Popular de la República que es van organitzar durant la Guerra Civil espanyola sobre la base de les Brigades Mixtes. Va arribar a operar en els fronts d'Andalusia i Extremadura.

## Historial
La unitat va ser creada al setembre de 1937, en el front costaner d'Andalusia. Tenia la seva caserna general a Albuñol. Algun temps després de la seva creació la divisió va quedar integrada en el XXIII Cos d'Exèrcit. Posteriorment va passar a formar la reserva de l'Exèrcit d'Andalusia. Al maig de 1938 efectius de la divisió van protagonitzar l'alliberament de més de tres-cents presos republicans del fort de Carchuna, en la rereguarda franquista. A mitjan agost de 1938 el comandament republicà la va enviar com a reforç al front d'Extremadura, al sector defensat per la 29a Divisió.

## Comandaments
Comandants
- comandant d'infanteria Bartomeu Muntané i Cirici;[6]
- major de milícies Luis Bárzana Bárzana;[7]
- comandant d'infanteria José Torralba Ordóñez;
- tinent coronel Carlos Cuerda Gutiérrez;[3]

Comissaris
- José Piñeiro Zambrano, de la CNT;[8]

Caps d'Estat Major
- capità de milícies Frumencio Sanmartín López;

## Ordre de batalla
| Data               | Cos d'Exèrcit adscrit | Brigades Mixtes integrades | Front de batalla |
| ------------------ | --------------------- | -------------------------- | ---------------- |
| Desembre de 1937   | XXIII Cos d'Exèrcit   | 55a i 221a                 | Andalusia        |
| 30 d'abril de 1938 | XXIII Cos d'Exèrcit   | 54a, 55a i 221a            | Andalusia        |
| 16 d'agost de 1938 | VI Cos d'Exèrcit      | 73a, 198a i 199a           | Extremadura      |